# Рон-Роберт Цилер
Рон-Роберт Цилер (на немски: Ron-Robert Zieler, фамилията се изговаря по-близко до Цийлер) е немски вратар, който играе за тима на Хановер 96. Като юноша преминава в редиците на Манчестър Юнайтед през 2005 г. от Кьолн. Има 6 мача за германския национален отбор.